# Billboardlistans förstaplaceringar 1977
Billboardlistans förstaplaceringar 1977

## Lista
| Datum        | Låt                                              | Artist                             |
| 1 januari    | "Tonight's the Night (Gonna Be Alright)"         | Rod Stewart                        |
| 8 januari    | "You Don't Have to Be a Star (To Be in My Show)" | Marilyn McCoo och Billy Davis, Jr. |
| 15 januari   | "You Make Me Feel Like Dancing"                  | Leo Sayer                          |
| 22 januari   | "I Wish"                                         | Stevie Wonder                      |
| 22 januari   | "Car Wash"                                       | Rose Royce                         |
| 5 februari   | "Torn Between Two Lovers"                        | Mary MacGregor                     |
| 12 februari  | "Torn Between Two Lovers"                        | Mary MacGregor                     |
| 19 februari  | "Blinded by the Light"                           | Manfred Mann's Earth Band          |
| 26 februari  | "New Kid in Town"                                | Eagles                             |
| 5 mars       | "Love Theme from A Star Is Born (Evergreen)"     | Barbra Streisand                   |
| 12 mars      | "Love Theme from A Star Is Born (Evergreen)"     | Barbra Streisand                   |
| 19 mars      | "Love Theme from A Star Is Born (Evergreen)"     | Barbra Streisand                   |
| 26 mars      | "Rich Girl"                                      | Daryl Hall och John Oates          |
| 2 april      | "Rich Girl"                                      | Daryl Hall and John Oates          |
| 9 april      | "Dancing Queen"                                  | Abba                               |
| 16 april     | "Don't Give Up on Us"                            | David Soul                         |
| 23 april     | "Don't Leave Me This Way"                        | Thelma Houston                     |
| 30 april     | "Southern Nights"                                | Glen Campbell                      |
| 7 maj        | "Hotel California"                               | Eagles                             |
| 14 maj       | "When I Need You"                                | Leo Sayer                          |
| 21 maj       | "Sir Duke"                                       | Stevie Wonder                      |
| 28 maj       | "Sir Duke"                                       | Stevie Wonder                      |
| 4 juni       | "Sir Duke"                                       | Stevie Wonder                      |
| 11 juni      | "I'm Your Boogie Man"                            | KC and the Sunshine Band           |
| 18 juni      | "Dreams"                                         | Fleetwood Mac                      |
| 25 juni      | "Got to Give It Up (Part 1)"                     | Marvin Gaye                        |
| 2 juli       | "Gonna Fly Now (Theme From Rocky)"               | Bill Conti                         |
| 9 juli       | "Undercover Angel"                               | Alan O'Day                         |
| 16 juli      | "Da Doo Ron Ron"                                 | Shaun Cassidy                      |
| 23 juli      | "Looks Like We Made It"                          | Barry Manilow                      |
| 30 juli      | "I Just Want to Be Your Everything"              | Andy Gibb                          |
| 7 augusti    | "I Just Want to Be Your Everything"              | Andy Gibb                          |
| 13 augusti   | "I Just Want to Be Your Everything"              | Andy Gibb                          |
| 20 augusti   | "Best of My Love"                                | The Emotions                       |
| 27 augusti   | "Best of My Love"                                | The Emotions                       |
| 3 september  | "Best of My Love"                                | The Emotions                       |
| 10 september | "Best of My Love"                                | The Emotions                       |
| 17 september | "I Just Want to Be Your Everything"              | Andy Gibb                          |
| 24 september | "Best of My Love"                                | The Emotions                       |
| 1 oktober    | "Star Wars Theme/Cantina Band"                   | Meco                               |
| 8 oktober    | "Star Wars Theme/Cantina Band"                   | Meco                               |
| 15 oktober   | "You Light Up My Life"                           | Debby Boone                        |
| 22 oktober   | "You Light Up My Life"                           | Debby Boone                        |
| 29 oktober   | "You Light Up My Life"                           | Debby Boone                        |
| 5 november   | "You Light Up My Life"                           | Debby Boone                        |
| 12 november  | "You Light Up My Life"                           | Debby Boone                        |
| 19 november  | "You Light Up My Life"                           | Debby Boone                        |
| 26 november  | "You Light Up My Life"                           | Debby Boone                        |
| 3 december   | "You Light Up My Life"                           | Debby Boone                        |
| 10 december  | "You Light Up My Life"                           | Debby Boone                        |
| 17 december  | "You Light Up My Life"                           | Debby Boone                        |
| 24 december  | "How Deep Is Your Love"                          | Bee Gees                           |
| 31 december  | "How Deep Is Your Love"                          | Bee Gees                           |